# McLaren MCL34
Der McLaren MCL34 ist der Formel-1-Rennwagen von McLaren für die Formel-1-Weltmeisterschaft 2019. Er ist der 47. McLaren-Formel-1-Wagen und wurde am 14. Februar 2019 in Woking präsentiert.

## Technik und Entwicklung
Wie alle Formel-1-Fahrzeuge des Jahres 2019 ist der McLaren MCL34 ein hinterradangetriebener Monoposto mit einem Monocoque aus kohlenstofffaserverstärktem Kunststoff (CFK). Außer dem Monocoque bestehen auch viele weitere Teile des Fahrzeugs, darunter die Karosserieteile und das Lenkrad aus CFK. Auch die Bremsscheiben sind aus einem mit Kohlenstofffasern verstärkten Verbundwerkstoff. 
Der MCL34 ist das Nachfolgemodell des MCL33. Da das technische Reglement zur Saison 2019 weitgehend stabil blieb, ist das Fahrzeug größtenteils eine Weiterentwicklung.
Angetrieben wird der MCL34 von einem in der Fahrzeugmitte montierten 1,6-Liter-V6-Motor von Renault mit einem Turbolader sowie einem 120 kW starken Elektromotor, es ist also ein Hybridelektrokraftfahrzeug. Das sequentielle Getriebe des Wagens hat acht Gänge. Der Gangwechsel wird über Schaltwippen am Lenkrad ausgelöst. Das Fahrzeug hat nur zwei Pedale, ein Gaspedal (rechts) und ein Bremspedal (links). Genau wie viele andere Funktionen wird die Kupplung, die nur beim Anfahren aus dem Stand verwendet wird, über einen Hebel am Lenkrad bedient.
Die Gesamtbreite des Fahrzeugs beträgt 2000 mm, die Breite zwischen Vorder- und Hinterachse 1600 mm, die Höhe 950 mm. Der Frontflügel hat eine Breite von 2000 mm, der Heckflügel von 1050 mm sowie eine Höhe von 820 mm. Der Diffusor hat eine Gesamthöhe von 175 mm sowie eine Breite von 1050 mm. Der Wagen ist mit 305 mm breiten Vorderreifen und mit 405 mm breiten Hinterreifen des Einheitslieferanten Pirelli ausgestattet, die auf 13-Zoll-Rädern montiert sind.
Der MCL34 hat, wie alle Formel-1-Fahrzeuge seit 2011, ein Drag Reduction System (DRS), das durch Flachstellen eines Teils des Heckflügels den Luftwiderstand des Fahrzeugs auf den Geraden verringert, wenn es eingesetzt werden darf. Auch das DRS wird mit einem Schalter am Lenkrad des Wagens aktiviert.
Der MCL34 ist mit dem seit 2018 vorgeschriebenen Halo-System ausgestattet, das einen zusätzlichen Schutz für den Kopf des Fahrers bietet.

## Lackierung und Sponsoring
Der MCL34 ist überwiegend in Orange und Blau lackiert. Konkret handelt es sich um den Orangeton Papaya Spark, die offizielle Farbe von McLaren, die bereits Ende der 1960er-Jahre zum Einsatz kam, sowie die ebenfalls schon bei den damaligen Rennwagen verwendeten Blautöne Burton Blue und Cerulean Blue.
Es werben BAT, CNBC, Dell, Estrella Galicia, FxPro, Hilton Worldwide, Huski Chocolate, Petrobras, Pirelli, Motorenlieferant Renault, Uhrenhersteller Richard Mille und SAP auf dem Fahrzeug.

## Fahrer
McLaren tritt in der Saison 2019 mit der Fahrerpaarung Carlos Sainz jr. und Lando Norris an. Sainz wechselt von Renault zu McLaren und ersetzt den zurückgetretenen Fernando Alonso, Norris gibt sein Debüt in der Formel-1-Weltmeisterschaft und ersetzt Stoffel Vandoorne, der in die FIA-Formel-E-Meisterschaft zu HWA Racelab wechselt.

## Ergebnisse
| Fahrer                          | Nr.                             | 1   | 2   | 3   | 4 | 5   | 6  | 7   | 8 | 9 | 10 | 11  | 12 | 13  | 14  | 15 | 16 | 17 | 18  | 19 | 20 | 21 | Punkte | Rang |
| ------------------------------- | ------------------------------- | --- | --- | --- | - | --- | -- | --- | - | - | -- | --- | -- | --- | --- | -- | -- | -- | --- | -- | -- | -- | ------ | ---- |
| Formel-1-Weltmeisterschaft 2019 | Formel-1-Weltmeisterschaft 2019 |     |     |     |   |     |    |     |   |   |    |     |    |     |     |    |    |    |     |    |    |    | 145    | 4.   |
| C. Sainz                        | 55                              | DNF | 19* | 14  | 7 | 8   | 6  | 11  | 6 | 8 | 6  | 5   | 5  | DNF | DNF | 12 | 6  | 5  | 13  | 8  | 3  | 10 | 145    | 4.   |
| L. Norris                       | 04                              | 12  | 6   | 18* | 8 | DNF | 11 | DNF | 9 | 6 | 11 | DNF | 9  | 11* | 10  | 7  | 8  | 11 | DNF | 7  | 8  | 8  | 145    | 4.   |

| Legende  | Legende            | Legende                                                          |
| Farbe    | Abkürzung          | Bedeutung                                                        |
| -------- | ------------------ | ---------------------------------------------------------------- |
| Gold     | –                  | Sieg                                                             |
| Silber   | –                  | 2. Platz                                                         |
| Bronze   | –                  | 3. Platz                                                         |
| Grün     | –                  | Platzierung in den Punkten                                       |
| Blau     | –                  | Klassifiziert außerhalb der Punkteränge                          |
| Violett  | DNF                | Rennen nicht beendet (did not finish)                            |
| Violett  | NC                 | nicht klassifiziert (not classified)                             |
| Rot      | DNQ                | nicht qualifiziert (did not qualify)                             |
| Rot      | DNPQ               | in Vorqualifikation gescheitert (did not pre-qualify)            |
| Schwarz  | DSQ                | disqualifiziert (disqualified)                                   |
| Weiß     | DNS                | nicht am Start (did not start)                                   |
| Weiß     | WD                 | zurückgezogen (withdrawn)                                        |
| Hellblau | PO                 | nur am Training teilgenommen (practiced only)                    |
| Hellblau | TD                 | Freitags-Testfahrer (test driver)                                |
| ohne     | DNP                | nicht am Training teilgenommen (did not practice)                |
| ohne     | INJ                | verletzt oder krank (injured)                                    |
| ohne     | EX                 | ausgeschlossen (excluded)                                        |
| ohne     | DNA                | nicht erschienen (did not arrive)                                |
| ohne     | C                  | Rennen abgesagt (cancelled)                                      |
| ohne     | keine WM-Teilnahme |                                                                  |
| sonstige | P/fett             | Pole-Position                                                    |
| sonstige | 1/2/3/4/5/6/7/8    | Punktplatzierung im Sprint-/Qualifikationsrennen                 |
| sonstige | SR/kursiv          | Schnellste Rennrunde                                             |
| sonstige | *                  | nicht im Ziel, aufgrund der zurückgelegten Distanz aber gewertet |
| sonstige | ()                 | Streichresultate                                                 |
| sonstige | unterstrichen      | Führender in der Gesamtwertung                                   |